# Chevagny-les-Chevrières
Chevagny-les-Chevrières – miejscowość i gmina we Francji, w regionie Burgundia-Franche-Comté, w departamencie Saona i Loara.
Według danych na rok 1990 gminę zamieszkiwały 403 osoby, a gęstość zaludnienia wynosiła 106 osób/km² (wśród 2044 gmin Burgundii Chevagny-les-Chevrières plasuje się na 526. miejscu pod względem liczby ludności, natomiast pod względem powierzchni na miejscu 1298.).